# Ophelia (personage)

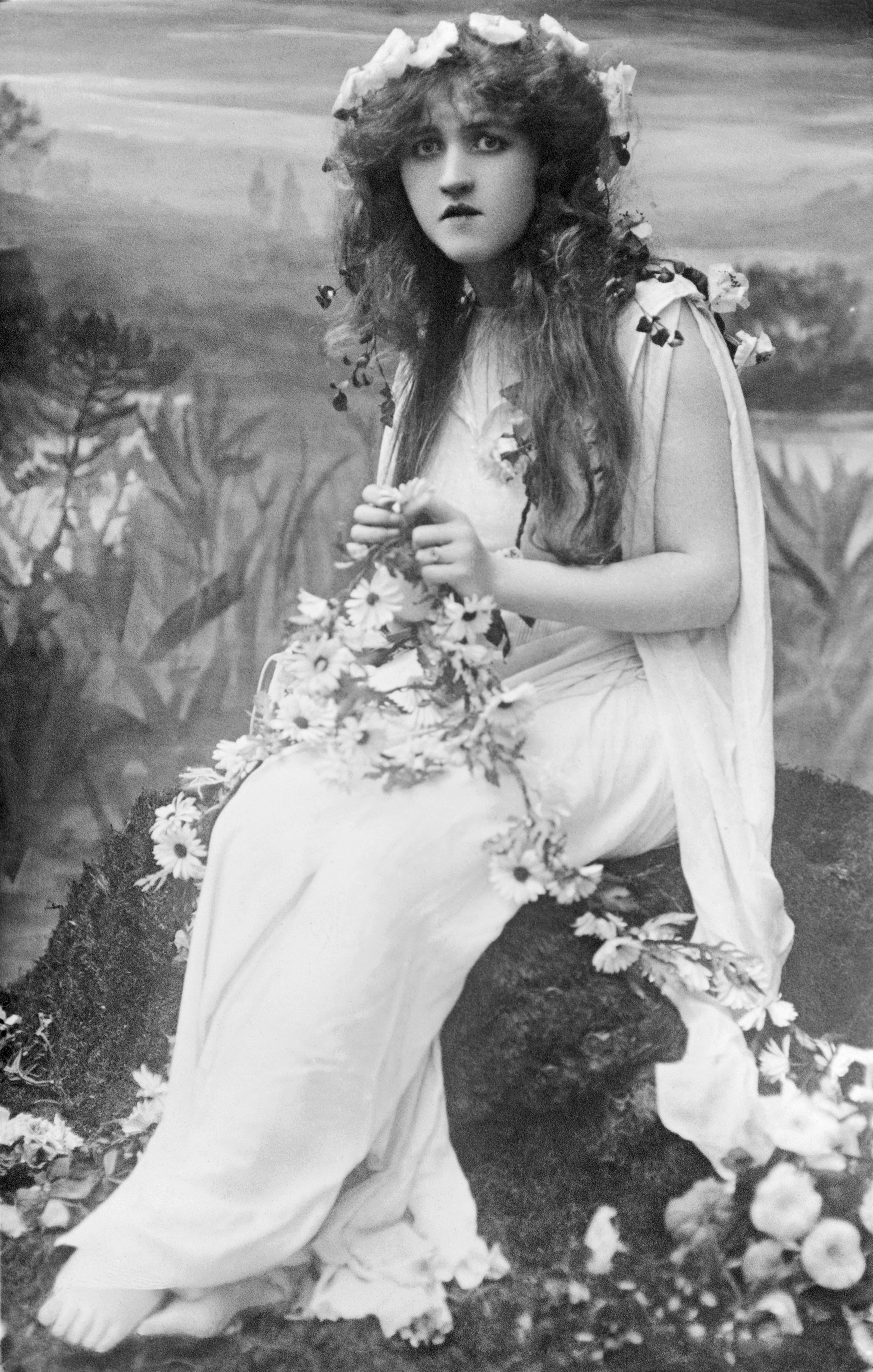
Sopraan Mignon Nevada als "Ophelia" in een operaversie van Hamlet omstreeks 1910.

Ophelia is een personage uit het toneelstuk The Tragedy of Hamlet, Prince of Denmark van Shakespeare. Ze is de dochter van Polonius en dus de zuster van Laërtes.
Wanneer Hamlet Polonius doodsteekt, begint haar gekte vorm te krijgen. Ze kan het verdriet niet aan en drijft de bewoners van Elsinore tot wanhoop met onbegrijpelijke liedjes. Later verdrinkt ze onder mysterieuze omstandigheden in een ondiepe beek.
Als Laërtes uit Frankrijk terugkeert en de dood van zijn vader en zuster verneemt, kan hij weinig anders doen dan Hamlet uitdagen tot een duel.

## Ophelia in de kunst
Het nummer Ophélia, uitgebracht in 2012 op het album Ô Filles de l'eau, was geïnspireerd door Ophelia en gecomponeerd door de Franse singer-songwriter Nolwenn Leroy.
- Catàleg d'autoritats de noms i títols de Catalunya: 981058620199606706
- Gemeinsame Normdatei: 118736361
- Library of Congress Control Number: n2015024804
- Nationale Bibliotheek van Tsjechië: mzk20201063231
- Nationale Bibliotheek van Israël: 987007331526805171
- Virtual International Authority File: 315592992
- WorldCat: E39PBJhCHkjVJfmvQBhqbCT4MP